# 紅谷町
紅谷町（べにやちょう）は、神奈川県平塚市の町名。丁目の設定のない単独町名である。住居表示実施済区域。

## 地理
平塚市の南部に位置し、平塚駅北口駅前のオフィス街を形成する宝町を東隣に接し、平塚駅西口前の同市を代表する駅前商店街や歓楽街を有している。

## 世帯数と人口
2023年（令和5年）10月1日現在（平塚市発表）の世帯数と人口は以下の通りである。
| 町丁   | 世帯数  | 人口  |
| ------ | ------- | ----- |
| 紅谷町 | 602世帯 | 933人 |

## 学区
市立小・中学校に通う場合、学区は以下の通りとなる（2023年10月時点）。
- 番・番地等 : 全域
  - 小学校 : 平塚市立崇善小学校
  - 中学校 : 平塚市立江陽中学校

## 交通

### 鉄道
- 東日本旅客鉄道（JR東日本） 東海道本線
  - 平塚駅(西口)

## 施設
- 梅屋

## その他

### 日本郵便
- 郵便番号 : 254-0043[1]（集配局 : 平塚郵便局[4]）。